# エチカ (スピノザ)

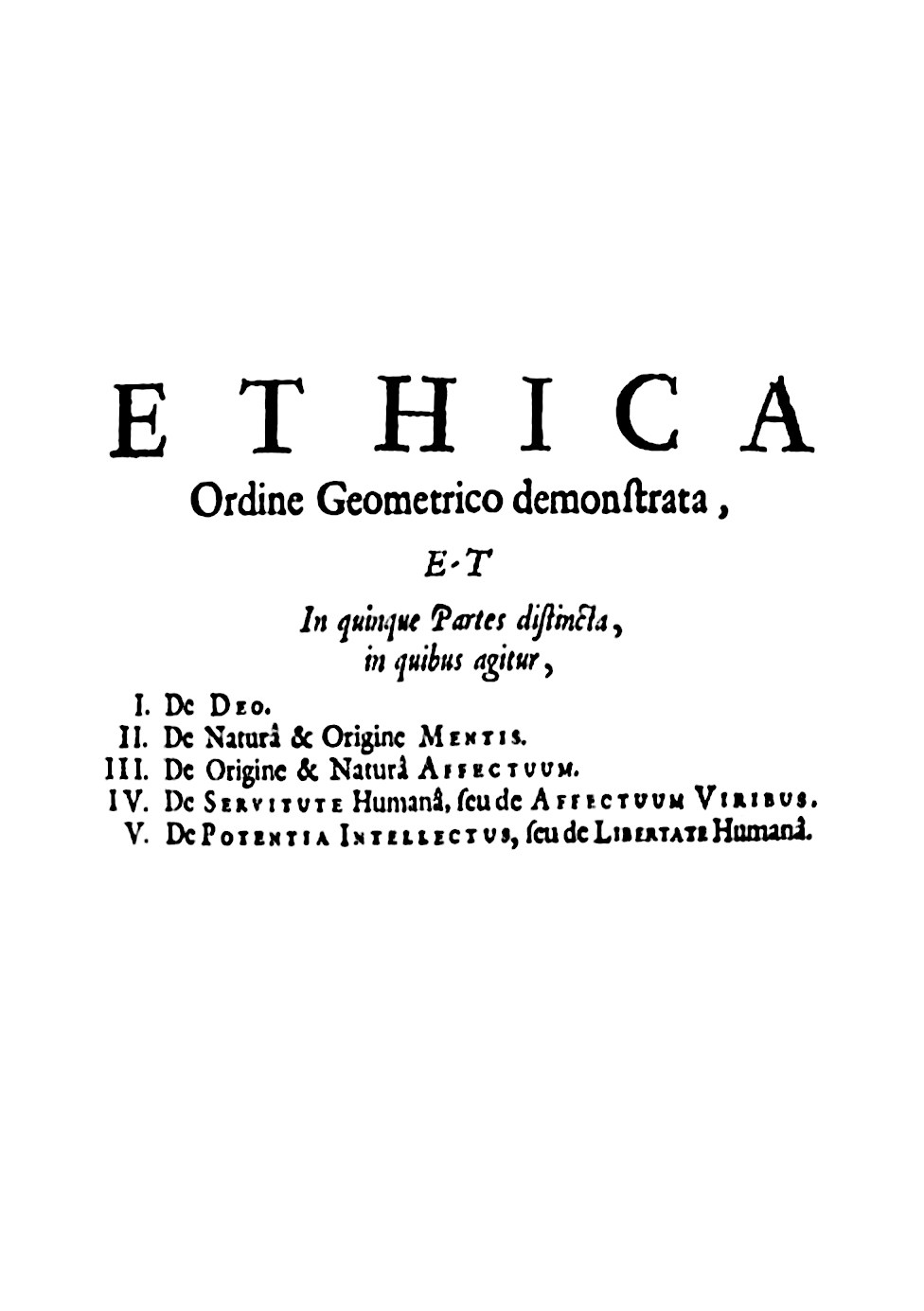
『エチカ』

『エチカ』（羅: Ethica, エティカ）とは、17世紀オランダの哲学者スピノザの著書。ラテン語で書かれ、ユークリッド幾何学の形式に基づき神、人間の精神について定義と公理から定理を導き演繹的に論証しようとしている。副題も含めた正式名称は、『エチカ - 幾何学的秩序に従って論証された』（羅: Ethica, ordine geometrico demonstrata）である。

## 概要
スピノザはユダヤ教を破門され、スコラ哲学と近代哲学を研究した。本書『エチカ』は1662年から執筆が開始され1675年に一応完成したが、生前には出版できなかった。友人たちにより1677年に出版された遺稿集に収められた。

## 構成
本書の構成は以下のとおり
- 第1部　神について
- 第2部　精神の本性と起源について
- 第3部　感情の起源と本性について
- 第4部　人間の屈従あるいは感情の力について
- 第5部　知性の力あるいは人間の自由について

この著作は、形而上学、心理学、認識論、感情論、倫理学の内容がそれぞれ配列されているが、中心的な主題は倫理である。

## 形式
この著作の特徴は、論述形式が全体を通してユークリッドの『原論』の研究方法から影響を受けている点である。全ての部の冒頭にいくつかの定義と公理が示され、後に定理（命題）を立てて証明としていく幾何学形式をとっている。この形式を採用した理由は、河井徳治によれば、人間論、倫理学を論じるにあたり、自らの常識はずれの神観について誤解や曲解による反撃を覚悟するため、スピノザ自身の存在論を幾何学的に論証的な表現で表明する必要があったためだとしている。

## 内容
まずスピノザは万物に原因があり、またそれ以上探求することができない究極的な原因が存在すると考える。この究極的な原因が自己原因(causa sui)と定義されるものであり、これは実体、神、自然と等しいと述べる。神は無限の属性を備えており、自然の万物は神が備える無限の属性の様態の一種である。このような汎神論の観点に基づけば、神こそが万物の内在的な原因であり、そこから神の自由を導き出すことができる。スピノザは人間が本来的に自然であることを否定し、汎神論の元での決定論を主張する。神から派生する無限の属性の中から人間の幸福の認識に寄与する要素を抽出するためには人間の身体と精神について考察することが必要であり、スピノザは感覚的経験に基づいた認識の非妥当性を指摘する。そして万物が有限の時間の中に存在し、外部の力によってしか破壊されない自己を存続させる力「コナトゥス」の原理に支配されているとし、人間の感情もこのコナトゥスによって説明した。また人間の感情とは欲望、喜び、悲しみの三種類から構成されており、例えば外部の原因の観念を伴う喜びが愛であり、外部の原因の観念を伴う悲しみが悩みであると理解する。
この感情を制御することができない無力こそが人間の屈従の原因であり、理性の指導に従うことで自由人となることができると論じる。本来的に不自由な人間が自由を獲得するためには外的な刺激による身体の変化に伴って生じる受動的な感情を克服する必要がある。そのことによって人間は感情に支配される度合いを少なくし、理性により神を認識する直観知を獲得することができる。スピノザは直観知を獲得して自由人となることに道徳的な意義を認め「すべて高貴なものは稀であるとともに困難である」と述べて締めくくっている。

## 評価
田辺元は『エチカ』を「哲学史上最小限の古典」の1冊として挙げ、「スピノザの『エチカ』は幾何学の体裁で書かれているのですが、充分苦しんでスピノザの『エチカ』を自分のものにするということが、哲学に足を踏み入れるとき大きな力になると信じます。」と述べている。
下村寅太郎は「『エティカ』は文字通り倫理・宗教の書で、人生いかに生くべきかを問題にする書である。これを感情や情緒にうったえず、感傷をすてて、もっぱら冷徹な理性の思惟による明晰明確な解脱の道を説くものである。今日のいわゆる科学時代にたえる哲学・宗教・倫理の書である。」と評している。
河井徳治によれば、本著で、スピノザは、極めておおらかな人間観察に基づいて最高善及び幸福とは何かを解明して見せようとしたという。倫理学の創始者であるアリストテレスの伝統に従ってはいるが、スピノザとアリストテレスの違いは、スピノザが、ルネサンスや宗教改革を経て近代科学の発祥とともに生まれた近代の思考方法に拠る倫理学を確立しようとしたことにあるという。

## 書誌情報
- 『スピノザ哲学大系（エチカ）　幾何学的方法に由て論述し五部より成る』小尾範治訳、岩波書店，1918年
  - スピノーザ『哲学体系　原名倫理学』岩波文庫，1927年
- 『世界大思想全集　エティカ』中山昌樹訳、春秋社，1929年
- 『スピノザ全集 第二巻　倫理学』齋藤しょう訳、内田老鶴圃，1933年→『倫理学　エチカ』中和書院，1948年
- 『エチカ　倫理学』畠中尚志訳、岩波文庫（上下）, 1951年

改訳版 1975年。ISBN 4003361547＆ISBN 4003361555→ワイド版（2006年）も刊行
- 『世界の大思想 第9巻　スピノザ 倫理学（エティカ）』高桑純夫訳、河出書房, 1954年→世界の大思想・河出書房新社
- 『エティカ』工藤喜作・斎藤博訳「世界の名著25」中央公論社，1969年→中央公論新社・中公クラシックス, 2007年 ISBN 4121600940
- 『羅和対訳 スピノザ倫理学』中村為治訳、山本書店，1979年
- 『エチカ 抄』佐藤一郎編訳、みすず書房，2007年、新裝版2018年
- 『スピノザ全集 3 エチカ』上野修訳、岩波書店（全6巻）, 2022年

### 研究書
- 江川隆男『スピノザ『エチカ』講義:批判と創造の思考のために』法政大学出版局、2019年。